# Norman E. Thagard
Norman Earl Thagard dit Norm Thagard est un astronaute américain né le 3 juillet 1943. Il est sélectionné par la NASA en 1978 dans le corps des astronautes. Il participe à 5 missions à bord de la navette spatiale américaine et de la station Mir en tant que spécialiste de mission et séjourne 140 jours dans l'espace.

## Vols réalisés
Il fut le premier américain à voler à bord d'une capsule Soyouz, dans le cadre de l'exploitation conjointe URSS-USA de la station Mir. Ce faisant, il devient le premier spationaute à aller dans l'espace dans un type de vaisseau (navette), et d'en revenir dans un autre (capsule Soyouz).
- 18 juin 1983 : Challenger (STS-7)
- 29 avril 1985 : Challenger (STS-51-B)
- 4 mai 1989 : Atlantis (STS-30)
- 22 janvier 1992 : Discovery (STS-42)
- Lancement le 14 mars 1995 à bord de  Soyouz TM-21 puis séjour de 115 jours comme membre de l'équipage EO-18 dans la station russe Mir au titre du Programme Shuttle-Mir et enfin retour sur Terre à bord de la navette spatiale américaine (mission STS-71) le 7 juillet 1995.